# Halicz (gmina)
Gmina Halicz – dawna gmina wiejska funkcjonująca w latach 1941–1944 pod okupacją niemiecką w Polsce. Siedzibą gminy było miasto Halicz, stanowiące odrębną gminę miejską.
Gmina Halicz została utworzona przez władze hitlerowskie z terenów okupowanych przez ZSRR w latach 1939–1941, stanowiących przed wojną części (niezniesionych) gmin: Delejów (Chorostków, Meducha, Siemikowce i Tustań), Błudniki (Grobiska, Kryłos, Sokół i Święty Stanisław), Jezupol (Kozina i Pitrycz) i Bednarów (Medynia) w powiecie stanisławowskim w woj. stanisławowskim.
Gmina weszła w skład powiatu stanisławowskiego (Kreishauptmannschaft Stanislau), należącego do dystryktu Galicja w Generalnym Gubernatorstwie. W skład gminy wchodziły miejscowości: [Chorostków, Grobiska, Kozina, Kryłos, Meducha, Medynia, Pitrycz, Siemikowce, Sokół, Święty Stanisław i Tustań. Gmina miała bardzo roczłonkowany kształt, składając się z trzech enklaw wokół Halicza: wschodniej (obszary dawnej gminy Delejów), małej zachodniej (Święty Stanisław i Grobiska z dawnej gminy Błudniki) oraz południowo-zachodniej, ciągnącej się długim wąskim ogonem aż po Medynię wzdłuż drogi dojazdowej równoległej do Łomnicy (Kozina i Pitrycz z dawnej gminy Jezupol, Kryłos i Sokół z dawnej gminy Błudniki oraz Medynia z dawnej gminy Bednarów).
Po wojnie obszar gminy włączono do ZSRR.